# Fèlix "in Pincis"
Fèlix in Pincis és una figura llegendària, venerada com a sant, però que no correspon a cap persona real. La seva llegenda es va originar per explicar l'existència de la capella dedicada a sant Fèlix de Nola al mont Pinci de Roma; d'aquí el nom de "Fèlix in Pincis" (al Pinci).
En desenvolupar-se, i perduda la memòria de la capella, que va desaparèixer, per a explicar-ne el nom es va elaborar una llegenda i el "nou Fèlix" va passar a figurar com un sant diferent, en un procés de duplicació de personalitat hagiogràfica. No obstant això, la festivitat es va mantenir el mateix dia que la del sant original, el 14 de gener, i la seva història figura a la Llegenda àuria vinculada a la del sant de Nola.

## Llegenda
Fèlix era un professor de primeres lletres a Roma; era un home de bona fe i bon mestre, però molt estricte i rigorós amb els estudiants. Era cristià i proclamava obertament la seva fe. Els pagans van capturar-lo i van lliurar-lo als seus alumnes, als que havien posat en contra seva; aquests van punxar-lo amb els seus estilets d'escriure (els stylus amb què s'escrivia damunt les tauletes de cera) fins que va morir.
El stylus també s'anomenava en llatí pinca. La llegenda, doncs, vol explicar el nom "in Pincis" i indueix que el motiu era el martiri que va patir un tal Fèlix mitjançant les pinca: d'aquí el Fèlix in Pincis.
Va morir o va ser soterrat al Pinci, al que seria la capella de Sant Fèlix in Pincis.